# Takin' My Time
Takin' My Time è il terzo album discografico in studio della cantante statunitense Bonnie Raitt, pubblicato nell'ottobre del 1973.

## Tracce
Lato A
1. You've Been in Love Too Long – 3:40 (Clarence Paul, William Stevenson, Ivy Hunter)
2. I Gave My Love a Candle – 4:20 (Joel Zoss)
3. Let Me In – 3:33 (Y Baker)
4. Everybody's Cryin' Mercy – 3:25 (Mose Allison)
5. Cry Like a Rainstorm – 3:50 (Eric Kaz)

Durata totale: 18:48
Lato B
1. Wah She Go Do – 3:15 (Mc Carth Lewis)
2. I Feel the Same – 4:39 (Chris Smither)
3. I Thought I Was a Child – 3:44 (Jackson Browne)
4. Write Me a Few of Your Lines / Kokomo Blues – 4:34 (Fred McDowell)
5. Guilty – 2:58 (Randy Newman)

Durata totale: 19:10

## Formazione
- Bonnie Raitt - voce, cori, chitarra acustica, battito di mani, chitarra elettrica
- Paul Barrere - chitarra elettrica
- John Hall - chitarra elettrica, cori, mellotron, battito di mani
- Bill Payne - pianoforte, Fender Rhodes
- Freebo - basso, cori, tuba
- Jim Keltner - batteria
- Carl Huston - battito di mani
- Milt Holland - tabla, timbales, legnetti, tamburello, shaker
- Carol Farhat - battito di mani
- Van Dyke Parks - tastiera elettronica, cori
- Bill Payne - organo Hammond, cori, pianoforte, Fender Rhodes
- Sam Clayton - congas
- Earl Palmer - batteria
- Bud Brisbois - tromba
- Oscar Brashear - tromba
- Tony Terran - tromba
- George Bohanon - trombone
- Robert Hardaway - sax
- Joel Peskin - sax
- Marty Krystall - sax
- Ernie Watts - sassofono soprano
- Glenn Freis - corno
- Bob Hardaway - corno

Note aggiuntive
- John Hall - produttore
- Registrato al Sunset Sound di Hollywood, California
- John Haney - ingegnere di registrazione
- Wayne Daily - ingegnere di registrazione
- Brani A2, A5, B2 e B5, registrati in overdubs (sovraincisioni) al Warner Bros. Recording Studios di North Hollywood, California
- Lanky Lindstrot - ingegnere di registrazione
- Mixaggio effettuato al Village Recorders di West Los Angeles, California
- Periodi di registrazione; giugno-luglio del 1973